# نظارة ثنائية البؤرة

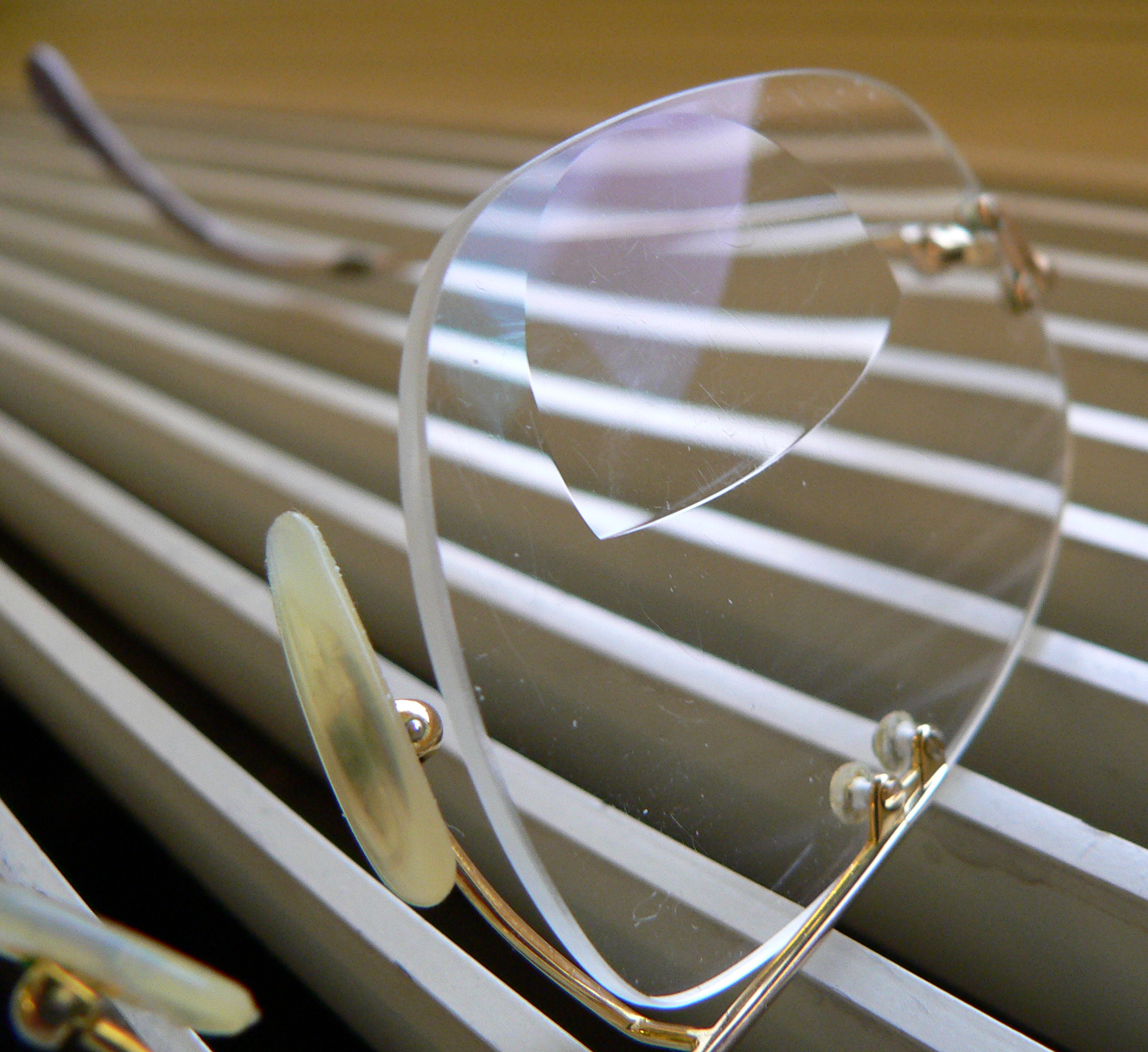
نظارة ثنائية البؤرة

ثنائية البؤرة هي نظارات العين بسلطتين بصريتين متميّزتين. النّظارات الثّنائية البؤرة توصف عموما إلى النّاس المصابين بمرض قصر الشيخوخة البصري الذي يتطلّب أيضا تصحيحًا لقصر النّظر، مدّ البصر، و/أو انحراف البصر.
ثنائية البؤرة خلال القرن السادس عشر بدأ الناس استخدام النظارات للرؤية البعيدة بوضوح. واخترع العالم والسياسي الأمريكي بنجامين فرانكلين النظارة ثنائية البؤرة في عام 1784 م، وتنقسم النظارة ثنائية البؤرة إلى عدستين إحداهما للقراءة والأخرى للرؤية البعيدة.